# Софія Тарновська
Софія Тарновська(1534–1570) — княгиня гербу Леліва, дружина князя Василя Костянтина Острозького.
Софія Тарновська народилася у сім'ї великого гетьмана коронного Яна-Амора Тарновського гербу Леліва та його третьої дружини Софії Шидловецької гербу Одровонж. Двір її батька вважався одним із найбільших на той час осередків культури, який часто відвідували письменники, вчені, поети. Тому вона здобула різносторонню освіту.

## Шлюб
Коли Василь Костянтин Острозький виявив бажання одружитися із Софією, то її батько вагався. Тарнавські були католиками, а Острозькі — православними, тому при укладенні шлюбу русинам як придане потрібно було передати коронні володіння, що в той час було рідкісним явищем. На укладення шлюбу вплинуло те, що Василь-Костянтин був одним із найзаможніших магнатів у Великому князівстві Литовському. Навесні 1553 року в Тарнові Василь-Костянтин Острозький та Софія Тарновська одружилися. Вінчали їх водночас за православним та католицьким обрядами, оскільки ніхто з подружжя не змінював віру.
Софія Тарновська у шлюбі, за словами сучасників, проявляла сумлінність, у ній гармонійно поєднались зовнішня й душевна краса, доброта та інтелект. Вона народила п'ятеро дітей. Померла у 1570 році при народженні останнього сина.
Василь-Костянтин поховав Софію в родовій усипальниці кафедрального костелу в Тарнові. Епітафія на нагробку:

Найпрекрасніша душею та обличчям, а насамперед величчю духу, мудрістю, шляхетністю, ласкавістю, любов'ю до Бога та милосердям до людей.

## Діти
- Януш Острозький (1554—1620);
- Костянтин Острозький (підчаший литовський) (помер 1558);
- Єлизавета Софія Острозька (1557—1599);
- Катерина Острозька (1560–1579);
- Олександр Острозький (1570—1603).